# Domingo Serrano Gil
Domingo Serrano Gil (El Cerro de Andévalo, 9 d'abril de 1967) és un exfutbolista i entrenador andalús. Com a futbolista ocupava la posició de defensa.

## Trajectòria esportiva
Després de destacar al Sevilla Atlético, puja al primer equip el 1990, tot jugant amb el Sevilla FC 21 partits de la primera divisió 90/91. L'any següent comença al Sevilla, però a mitja temporada marxa a la UE Lleida, de Segona Divisió.
L'estiu de 1992 fitxa pel CD Badajoz. Al club extremeny hi destaca a la temporada 93/94, en la qual marca 8 gols en 30 partits. A l'any següent hi faria set dianes amb el CD Toledo, també a la categoria d'argent. La carrera del defensa prosseguiria per equips més modestos, especialment d'Andalusia: Elx CF, San Fernando, Atlético Marbella, Ayamonte, Isla Cristina i La Palma.
Retirat com a jugador, ha seguit vinculat al món del futbol en qualitat d'entrenador. Ha dirigit a equips com La Palma (04-05), Tharsis (05-06), Cruceño (07-08), Rosal (08-09) i Cartaya (09-).